# Su Buqing
Su Buqing, chin. 苏步青 (* 23. September 1902 in Pingyang, Provinz Zhejiang; † 17. März 2003 in Shanghai), war ein chinesischer Mathematiker. Aufgrund seiner Pionierleistungen wurde er der "erste Geometer im Orient" genannt.
Nach dem Abschluss an einer Mittelschule reiste er nach Japan, um sich dort weitergehende Kenntnisse anzueignen. Dort studierte er zuerst an der Industriehochschule in Tokio und danach an der Nordöstlichen Kaiserlichen Universität. Hier graduierte er 1927 und erlange vier Jahre später den Doktortitel.
Während des Studiums beschäftigte Buqing sich mit allgemeinen gekrümmten Flächen und fand viermal kegelförmige Flächen. Mathematiker bezeichneten seine Entdeckung als "Sus kegelförmige Flächen".
Nach der Promotion lehnte er es ab, weiter in Japan zu bleiben und ging entschlossen wieder ins Reich der Mitte zurück. An der Zhejiang-Universität nahm er eine Lehrtätigkeit auf. 1952 wurde er Dekan an der Fudan-Universität, welche ihn 31 Jahre später zum Ehrenpräsidenten ernannte. Sechzig Jahre lang vermittelte er Studenten mathematisches Wissen.
In jüngeren Jahren konzentrierte sich Buqings Forschungstätigkeit vor allem auf affine und projektive Differentialgeometrie. Nach 1950 lag der Schwerpunkt auf der Differentialgeometrie generalisierter Räume, konjugierten Netze und computerunterstützten geometrischen Konstruktionen. Er gab über zehn Monographien heraus, darunter "Affine Differentialgeometrie".
Seine Arbeiten würdigte man u. a. mit dem Preis der nationalen Wissenschaftskonferenz und dem zweiten Preis für nationalen wissenschaftlichen und technologischen Fortschritt. Er war ab 1955 Mitglied der mathematischen und physikalischen Abteilung der Chinesischen Akademie der Wissenschaften und des ständigen Ausschusses der Akademie, weiterhin Ehrenpräsident des zentralen Komitees der Chinesischen Demokratischen Liga, Vizevorsitzender der siebten und achten CPPCC und des Zentralen Komitees der Chinesischen Demokratischen Liga. Außerdem saß er im ständigen Ausschuss des fünften und sechsten Nationalen Volkskongresses.
Ihm zu Ehren will das chinesische Bildungsministerium ab 2007 aller vier Jahre den Su Buqing-Preis an bedeutende Mathematiker verleihen.